# کازوما توموتو
کازوما توموتو (انگلیسی: Kazuma Tomoto؛ زادهٔ ۵ ژوئن ۱۹۸۳) سوارکار اهل ژاپن است.
وی در مسابقات کشوری و بین‌المللی در مجموع برندهٔ ۱ مدال برنز شده است.